# Disarm
För låten av The Smashing Pumpkins, se Disarm (sång).
Disarm var ett svenskt punkrockband från Göteborg. 
Bandet bildades i början av 1980-talet, först som Total Armsvett innan man bytte namn till Disarm vid utgivningen av första singeln "Regeringsstödda mord". Denna följdes senare av andra singeln "Dömd". Bandet medverkar på en rad olika samlingsskivor, både officiella och bootlegs. Bandet turnerade både i Sverige och Finland. Disarm upplöstes runt 1987 och bestod av Honsa: sång. Charlie: Gitarr. Manne: Trummor. Esa: Bas. Ceder: Gitarr. En officiell samling väntas på Distortion Records.

## Diskografi
1983 - Deodorant Räcker Inte (kassett) (som Total Armsvett)
Sida 1
1. Vivisection
2. Blodbad
3. Passiv Trend
4. Jag Hinner Inte
5. Vi Hatar Er
6. Ett Krig Har Brutit Ut

Sida 2
1. Snutsvin
2. Statslakej
3. Krigets Brutala Vansinne
4. Regeringsstödda Mord
5. En Soldats Blodiga Kniv

1983 - Regeringsstödda Mord (EP)
1986 - Dömd (EP)